# Aerotoksi- syndrom
Aerotoksi-syndrom, er en betegnelse der siden 1999 har beskrevet en tilsyneladende  kort- eller langtids sygdoms-effekt, som påvirker rejsende og ansatte i passagerfly, når de indånder kabineluften.

## Årsag
Ved indsugning af luft gennem flyets motorer til  aircondition-systemet, kan mindre lækager fra motor-og hydrauliksystemerne frigive giftige stoffer, hvorefter de opvarmede gasser blander sig med den luft der sendes ind i flyets kabiner.
Olieproducenterne bruger forskellige additiver for at mindske slitage på flyets motorer, blandt andet TDC (tricresylfosfat), som kan give nerveskader.

## Myndighederne
Relevante myndigheder, anno 2013, har ikke valgt at gribe ind, da man anser de skadelige koncentrationer ligger lavere end godkendte grænseværdier for de forurenende stoffer samt at der for tiden ikke er videnskabeligt belæg for at forureningen er skadelig.

## Ekstern henvisning og kilde
- aerotoxic.org - Information about Aerotoxic Syndrome